# 小平均
小平 均（こだいら ひとし、1933年9月2日 - ）は、日本の実業家、技術者。東京電子応用研究所（TEAL）代表取締役社長。

## 略歴
茨城県出身。長野県諏訪郡豊平村（現・茅野市）育ち。長野県諏訪中学校（現・長野県諏訪清陵高等学校・附属中学校）を経て、千葉大学工学部卒業。三波工業入社。東方電機 （現・パナソニック コネクト）に転職し、ファクシミリ開発にかかわる。電卓を開発し、カシオ計算機に転職。電気機械振興協会卓上電子計算機分科会の佐々木正会長と共にタムラ製作所の援助で1968年東京電子応用研究所（TEAL：Tokyo Electronic Application Laboratory）を創業し、代表取締役社長に就任。1969年三菱電機に協力し、日本初のLSI（大規模集積回路）を開発。1970年電卓の量産を開始し、海外では「TEAL」のブランド名でデパート経由で販売。 キヤノン、東芝、日立製作所などにOEMで電卓を供給。1970年代の電卓量産の先導役を果たし急成長させたが、1978年経営破綻。1984年コスモールを創業。ヒューマンリソース代表取締役社長。